# Liste des aéroports en Égypte

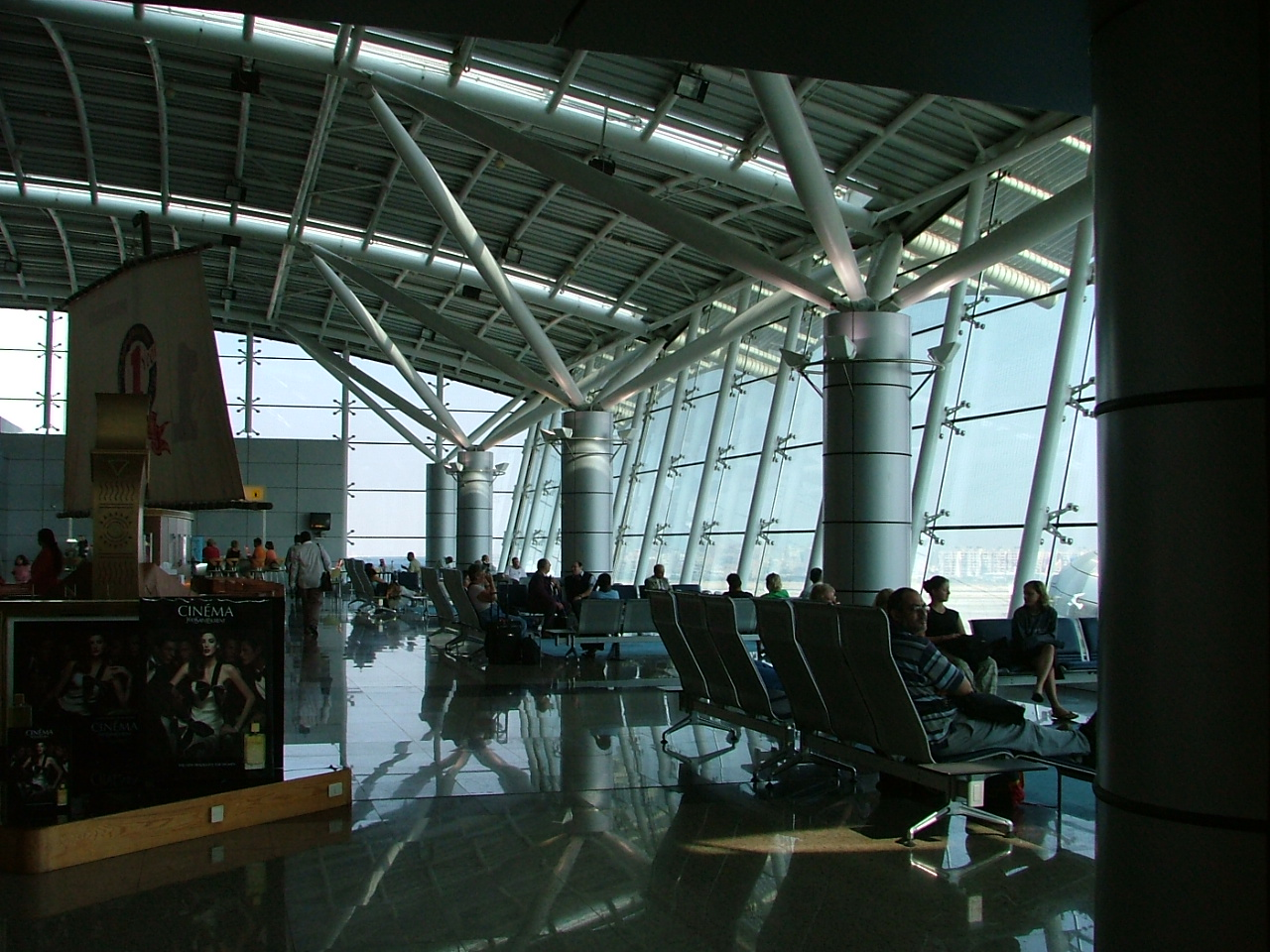
L'intérieur de l'aéroport du Caire, Terminal 1

Voici une liste des aéroports en Égypte, regroupés par type et triés par emplacement.

## Aéroports
| Lieu                      | OACI | AITA | Nom                                             |
| ------------------------- | ---- | ---- | ----------------------------------------------- |
| Aéroports civils          |      |      |                                                 |
| Abou Redis (en)           |      | AUE  | Aéroport d'Abu Rudeis (en)                      |
| Abou Simbel               | HEBL | ABS  | Aéroport d'Abou Simbel                          |
| Ad-Dakhla                 | HEDK | DAK  | Aéroport de Dakhla Oasis (en)                   |
| Al-Kharga                 | HEKG | UVL  | Aéroport d'Al Kharga (en)                       |
| Alexandrie                | HEAX | ALY  | Aéroport El Nouzha                              |
| Alexandrie / Borg El Arab | HEBA | HBE  | Aéroport international de Borg El Arab          |
| Almaza (en)               | HEAZ |      | Base aérienne d'Almaza (en)                     |
| Assiout                   | HEAT | ATZ  | Aéroport d'Assiout                              |
| Assouan                   | HESN | ASW  | Aéroport international d'Assouan                |
| Le Caire                  | HECA | CAI  | Aéroport international du Caire                 |
| El-Arich                  | HEAR | AAC  | Aéroport international d'El-Arich               |
| El Dabaa (en)             | HEAL | DBB  | Aéroport international d'El Alamein (en)        |
| El Gouna                  | HEGO |      | Aéroport d'El Gouna (en)                        |
| El Gora                   | HEGR | EGH  | Aéroport d'El Gora (en)                         |
| El Tor                    | HETR | ELT  | Aéroport d'El Tor (en)                          |
| Gizeh                     | HEEM |      | Aéroport d'Imbaba (en) (fermé)                  |
| Hurghada                  | HEGN | HRG  | Aéroport international de Hurghada              |
| Louxor                    | HELX | LXR  | Aéroport international de Louxor                |
| Marsa Alam                | HEMA | RMF  | Aéroport international de Marsa Alam            |
| Marsa Matruh              | HEMM | MUH  | Aéroport de Marsa Matruh                        |
| Port-Saïd                 | HEPS | PSD  | Aéroport de Port-Saïd                           |
| Ras Shokeir (en)          |      |      | Nouvel aéroport de Ras Shokeir (en)             |
| Sharq El Owainat (en)     | HEOW | GSQ  | Aéroport de Sharq El Owainat (en)               |
| Charm el-Cheikh           | HESH | SSH  | Aéroport international de Charm el-Cheikh       |
| Sohag                     | HEMK | HMB  | Aéroport de Sohag                               |
| Sainte Catherine          | HESC | SKV  | Aéroport international de Sainte-Catherine (en) |
| Taba                      | HETB | TCP  | Aéroport international de Taba                  |
| Ville du 6 Octobre        | HESX | SPX  | Aéroport international Sphinx (en)              |
| Aéroports militaires      |      |      |                                                 |
| Le Caire                  | HECW | CWE  | Base aérienne du Caire Ouest (en)               |
| Le Caire                  | HEAZ |      | Base aérienne d'Almaza (en)                     |
| Le Caire                  | HE13 |      | Aéroport de Wadi El Gandali                     |